# Storozhevoj Peninsula
Die Storozhevoj Peninsula (englisch; russisch Полуостров Сторожевой Poluostrow Storoschewoi, deutsch ‚Wachhund-Halbinsel‘) ist eine Halbinsel an der Knox-Küste des ostantarktischen Wilkeslands. Sie liegt im Gebiet der Bunger-Oase.
Russische Wissenschaftler nahmen die Benennung vor. Das Antarctic Names Committee of Australia übertrug diese in einer transkribierten Teilübersetzung ins Englische.